# Passeport népalais
Le passeport népalais (en népalais : नेपाली राहदानी) est un document de voyage international délivré aux ressortissants népalais, et qui peut aussi servir de preuve de la citoyenneté népalaise.